# Кочубей Семен Михайлович
Семе́н Михайлович Кочубе́й (1769 — 29 квітня (11 травня) 1838) — відомий малоросійський землевласник та благодійник з роду Кочубеїв. Дійсний статський радник, полтавський повітовий і губернський предводитель дворянства. Виступив «хрещеним батьком» української літератури, надрукувавши своїм коштом перше авторське видання «Енеїди» І. Котляревського, яке йому ж було і присвячено.

## Біографія
Семен Михайлович народився в родині підполковника Михайла Семеновича Кочубея й Агафії Степанівни Лашкевич. Доводився онуком ніжинському полковнику Семену Кочубею. Успадкував від батьків і тестя 7000 душ чоловічої статі.
Служив в Кінної гвардії вахмістром (1798). У 1802–1805 рр. обирався полтавським повітовим, а в 1803–1805 рр. — губернським предводителем дворянства. До цього часу він одружився з багатою спадкоємицею — Парасковією Яківною Бакуринською (1784–1815), дочкою чернігівського губернатора Якова Леонтійовича (пом. 1801) від шлюбу з сестрою канцлера Безбородька. Вона відкрила у себе в будинку в Полтаві школу, де займалася безплатним навчанням дітей бідних дворян, і це був перший в регіоні приватний пансіон.
У 1818–1819 роках був членом полтавської масонської ложі «Любов до істини» декабриста М. М. Новікова (1777–1822). 
У 1818 р. підготував і направив на розгляд імператору проект «Правил для управління маєтком і селянами», в якому пропонував чітко прописати обов'язки кріпаків стосовно поміщиків з метою обмеження поміщицького свавілля. Проте згодом охолов до реформаторської діяльності після того, як його малоросійські селяни відмовилися бути проданими «на вивіз» в Новоросію (в Херсонську губернію). Оскільки приводом для хвилювань послужила стаття про промову царя на сеймі у Варшаві про «дарування волі», і міністр освіти О. М. Голіцин заборонив журналам поміщати російською мовою будь-які статті про кріпосне право.
Притягувався у справі декабристів. Під час допитів М. І. Муравйов-Апостол показав, що Семен Михайлович був членом Малоросійського таємного товариства. Згідно з наказом про арешт від 18 січня 1826 року Кочубей був доставлений 8 лютого в Петербург в Головний штаб, але вже 21 лютого було звільнено з виправдувальним атестатом.
У Полтаві запам'ятався своєю доброчинністю. Відкритій в 1808 році гімназії він подарував свою мінералогічну колекцію, а також влаштував там пенсіон на 8 осіб; подарував місту сад і додав свої кошти для будівництва будинків для губернатора та віце-губернатора. З власних статків пожертвував 18 тисяч на покупку будинку для приміщення бідних вихованців полтавського Приказ громадського піклування, а також подарував наказом свій цегельний завод. Імовірно саме його стараннями Іван Котляревський в 1810 р. був призначений наглядачем Полтавського дому виховання бідних дворян, та саме від нього він отримав фінансування для видання «Енеїди» за що у власному виданні Котляревського отримав присвяту у вигляді ініціалів:
|  | «С. М. К…ю усерднейше посвящает сочинитель» |

Помер Семен Михайлович Кочубей 11 травня 1835 року, повністю розтративши свої статки. Похований в селі Жуки.

## Родина
Мав єдиного сина Миколу. Останній страждав психічними розладами, та проживав в селі Понурівка Стародубського повіту. З його смертю в 1870 році старша гілка Кочубеїв по чоловічій лінії обірвалася.

## Вшанування пам'яті
19 травня 2023 року у місті Полтава вулицю Івана Паскевича перейменували на вулицю Семена Кочубея.